# Ридель, Август
Август Ридель (нем. August Riedel; 25 декабря 1799, Байройт — 6 (?8) августа 1883, Рим) — немецкий художник.
Начиная с 1818 года Ридель обучается в Мюнхенской Академии под эгидой Роберта фон Лангера. В 1823 году он предпринимает своё первое путешествие в Италию.
Чуть позже, из-за разногласий с директором Академии, Петером фон Корнелиусом, Ридель перебирается в Дрезден, где интенсивно изучает живопись старых мастеров. В 1832 году он окончательно переезжает в Рим.

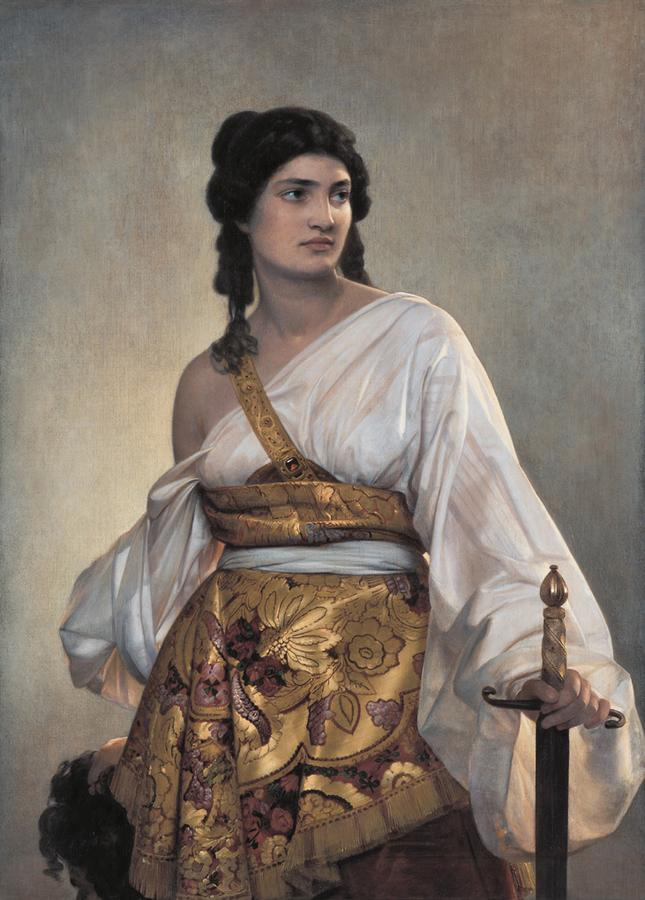
«Юдифь» (1840)

Хотя Ридель также известен как автор психологических, чувственных портретов, его главным «коньком» считаются картины с итальянскими жанровыми сценами, которые отличаются очень насыщенной и светлой цветовой гаммой.